# Лусис, Хелвийс
Хелвийс Лусис (латыш. Helvijs Lūsis; 14 января 1987, Айзпуте) — латвийский бобслеист, разгоняющий сборной Латвии с 2010 года. Чемпион мира среди юниоров, неоднократный победитель и призёр национальных первенств, различных этапов Кубка мира и Европы, участник зимних Олимпийских игр в Сочи.

## Биография
Хелвийс Лусис родился 14 января 1987 года в городе Айзпуте, регион Курземе. С юных лет увлекался спортом, активно занимался лёгкой атлетикой, в основном бегом на спринтерские дистанции. На чемпионате Латвии по лёгкой атлетике в 2008 году выиграл бронзовую медаль в эстафете 4×100 м, однако на международной арене добиться сколько-нибудь значимых результатов не смог. В 2010 году в качестве разгоняющего прошёл отбор в национальную сборную по бобслею и стал ездить на крупные старты. Тогда же дебютировал в Кубке Европы, на ноябрьских этапах в австрийском Иглсе со своей четвёркой финишировал сначала тринадцатым, а потом четырнадцатым. В апреле 2011 года оучаствовал в Кубке Северной Америки, на этапе в американском Лейк-Плэсиде с четвёркой занял 6 место.
В начале сезона 2011/12 присоединился к команде пилота Оскара Мелбардиса. В ноябре завоевал первую медаль на европейском кубке, бронзовую с четырёхместным экипажем, в декабре дебютировал в Кубке мира, на всех последующих этапах неизменно попадал в десятку сильнейших, а на трассе немецкого Винтерберга выиграл бронзовую награду. На молодёжном чемпионате мира в канадском Калгари в четырёхместном экипаже Мелбардиса получил золотую медаль. Участвовал в заездах взрослого мирового первенства в Лейк-Плэсиде, однако после двух попыток их команда вынуждена была отказаться от дальнейшей борьбы за призовые позиции.
Выступал на зимних Олимпийских играх 2014 года в Сочи, где финишировал четырнадцатым в программе мужских четырёхместных экипажей.